# Кірза (Новосибірська область)
Кірза (рос. Кирза) — село у Ординському районі Новосибірської області Російської Федерації.
Входить до складу муніципального утворення Кірзінська сільрада. Населення становить 1697 осіб (2010).

## Історія
Згідно із законом від 2 червня 2004 року органом місцевого самоврядування є Кірзінська сільрада.

## Населення
| 2002 | 2007  | 2010  |
| ---- | ----- | ----- |
| 1976 | ↗2042 | ↘1697 |